# Il romanzo di un giovane povero (miniserie televisiva)
Il romanzo di un giovane povero è uno  sceneggiato televisivo in quattro puntate da un'ora e mezza ciascuna, trasmesso da sabato 27 aprile 1957 al 18 maggio dal Programma Nazionale RAI.
Tratto dal romanzo omonimo di Octave Feuillet, era diretto da Silverio Blasi su adattamento di Carlo Maria Pensa.
Sul medesimo tema sono stati girati diversi altri film.
Come ricorda l'Enciclopedia della televisione, lo sceneggiato consentì di riscoprire un'opera letteraria di un autore tutto sommato poco conosciuto e fece scalpore anche per il bacio appassionato scambiato in una scena tra i protagonisti Massimo e Margherita - impersonati da Paolo Carlini e Lea Padovani - che costituisce "il vero primo bacio del piccolo schermo".
Carlini godeva già a quel tempo di vasta notorietà e proprio nel 1957 era stato premiato con il Microfono d'argento come attore televisivo più popolare.